# BBCワールドサービス
BBCワールドサービス（英語: BBC World Service）とは、イギリスの英国放送協会（BBC）が海外向けに放送を行っている国際放送のことである。

## 概説
BBCワールドサービスはイギリス政府と英国放送協会（BBC）の協定書に基づき運営されている。イギリス外務省ではパブリックディプロマシーの機関としている。BBCワールドサービスは公共放送で受信許可料と広告料を財源としているが、2013年度までは政府交付金と広告料を財源にしていた。BBCワールドサービスの事業規模は2011年現在で346億円である。
ラジオは世界各地に向けて33種の言語で短波とインターネットを使って放送を行っている。
テレビはアラビア語とペルシャ語で週間視聴者数は2700万人である（2012年3月現在）。

## 歴史
ワールドサービスの基となる国際ラジオ放送は1927年から開始された。イギリス英語による全世界向け放送として「BBCエンパイアサービス」が1932年に開始された。
その後、第二次世界大戦や冷戦の時代を迎えると、イギリス政府は英語以外による放送の強化に踏みだす。そのためか、共産圏の東欧諸国やかつての植民地などの国の言語による放送が多い。かつては日本語放送が日本と極東アジア地域に向けて行われたが、聴取者の減少を理由に1991年（平成3年）3月30日夜の放送を最後に終結した。
2005年以降、元中国語担当したミッションが来日、『日本マスメディアにBBCを売り込む』ため、BBC World Service営業部として来日。国内メディア(多言語メディアなど視察)やメディアスペシャリストの紺野敦からレクチャーを受け帰国した。
2005年10月、10言語の放送が廃止され、2007年には中東向けテレビ放送を政府交付金で制作・放送する予定であったが、2008年にBBCアラビックを、2009年にはBBCペルシャを開局させた。いずれもニュース専門チャンネルである。
2011年1月、BBCはBBCワールドサービス部門において、2014年4月までに最大で650人の人員削減を実施すると発表した。これは政府の予算削減に対するリストラ策の一環であり、人員削減のほかアルバニア語など5言語の外国語放送と、ロシア語など7言語のラジオ番組を停止することも明らかにしている。

2012年、長年本拠としたブッシュハウス・ロンドンからブロードキャスティングハウス・ロンドンへ移転した。同様にBBCテレビジョンセンターから同拠点へ移転したテレビニュース制作部門と合流し、あらゆるニュースを本ラジオサービスのみならず、国内外問わずラジオ・テレビ・インターネットといった各媒体へ「The world's Newsroom」を中心にシームレスに提供する様になった。

2016年11月、韓国及び北朝鮮向け朝鮮語放送の開設及び、ロシア向けサービスの更なる強化を含む拡充計画を明らかにした。

2023年7月、シンガポールにある極東中継局がシンガポール政府が免許更新を行わなかったため、閉鎖となった。

## 展開

### アフリカ
イギリス本土、キプロス中継局に加え、アセンション島の大西洋中継局、小規模ながらレソト中継局、セーシェルのインド洋中継局から送信されている。

### アメリカ
大西洋中継局のほか、ドイチェ・ヴェレとアンティグア島で共同運営するカリブ海中継所から送信されている。

### アジア
アジアにおいては、かつてイギリスの植民地支配にあったシンガポールやオマーン、香港に中継局が置かれており、日本語放送はイギリスの現地直接受信のほか、シンガポール、香港からの中継も行われていた。
日本語放送については、末期には部長以外のアナウンサーの多くは、日本放送協会（NHK）を始めとする日本の放送局からの出向で賄われていた。当時の出向経験者に小倉淳（日本テレビ）、原麻里子（テレビ朝日）、伊東正治（毎日放送）などがいる。

## 外国向け放送
| 言語                           | 放送開始                   | 放送終了              | 再開   |
| ------------------------------ | -------------------------- | --------------------- | ------ |
| アラビア語                     | 1936年                     | —                     | —      |
| 広東語                         | 1941年                     | —                     | —      |
| 北京官話                       | 1941年5月19日              | 2011年3月25日         | —      |
| チェコ語                       | 1942年（スロバキア語参照） | 2005年3月25日         | —      |
| デンマーク語                   | 1942年                     | 1961年3月4日          | —      |
| オランダ語                     | 1942年                     | 1961年3月4日          | —      |
| 英語                           | 1936年12月25日             | —                     | —      |
| 英語（カリブ）                 | 1976年12月25日             | 2011年3月25日         | —      |
| フィンランド語                 | 1942年12月                 | 1955年1月29日         | —      |
| フランス語                     | 1940年12月25日             | —                     | —      |
| ドイツ語                       | 1939年                     | 1999年3月25日         | —      |
| ヒンディー語                   | 1940年5月11日              | 1999年3月25日         | —      |
| ハンガリー語                   | 1941年1月                  | 2005年3月25日         | —      |
| 日本語                         | 1943年7月4日               | 1991年3月30日         | —      |
| イタリア語                     | 1941年1月                  | 1961年3月4日          | —      |
| マレー語                       | 1956年（マラヤ危機）       | 1980年3月4日          | —      |
| ノルウェー語                   | 1941年                     | 1961年3月4日          | —      |
| ポーランド語                   | 1941年1月                  | 2005年11月25日        | —      |
| ブラジルポルトガル語           | 1941年7月6日               | 1991年3月25日         | 2004年 |
| ロシア語                       | 1941年1月                  | 2011年3月26日         | —      |
| スロバキア語                   | 1941年1月                  | 1991年3月25日         | —      |
| スペイン語                     | 1936年7月6日               | —                     | —      |
| スウェーデン語                 | 1941年                     | 1961年3月4日          | —      |
| ウクライナ語                   | 1952年9月                  | —                     | —      |
| ベトナム語                     | 1952年1月6日               | —                     | —      |
| ウェールズ語（パタゴニア向け） | 1946年                     | 1947年（1946年のみ?） | —      |